# Ħ
Cette page contient des caractères spéciaux ou non latins. S’ils s’affichent mal (▯, ?, etc.), consultez la page d’aide Unicode.
Ne doit pas être confondu avec la lettre cyrillique tié ‹ Ћ, ћ ›.
Ħ (minuscule ħ), ou H barré est une lettre additionnelle qui est utilisée dans l'écriture du maltais, formée d'un H diacrité par une barre inscrite et aussi avec la lettre G pour former le graphème GĦ.
Sa forme minuscule également utilisée par l'alphabet phonétique international. Cette forme est également similaire à celle de la minuscule du tié cyrillique (ћ) et du symbole pour la constante de Planck réduite, aussi nommée h-barre (ℏ).

## Utilisation
En maltais :
- Ħ représente une consonne fricative pharyngale sourde (précisément décrite par [ħ] dans l'alphabet phonétique international) ;
- GĦ représente une consonne fricative pharyngale sourde (comme Ħ) ou  sonore (notée [ʕ] dans l'alphabet phonétique international).

Le ħ a été utilisé dans Coronel 1620, San Buenaventura 1684, etc. et par Karl Hermann Berendt (en) notamment dans Berendt 1872 pour l’écriture des langues mayas.

### H barre médiane
Le h barre médiane a été utilisé comme symbole phonétique dans l’étude de langues caucasiennes en Russie,.
Aharon Dolgopolsky utilise le h barre médiane pour représenter la petite capitale h de l’alphabet phonétique ouralien utilisé par Eliel Lagerkrantz (fi).
Le h barre médiane a aussi été utilisé en heiltsuk.

## Variantes et formes
| Majuscule | Minuscule | Description                                                                                             |
| --------- | --------- | --- |
|           |           | Formes avec la majuscule barré dans le haut des deux fûts.                                              |
|           |           | Formes avec la majuscule barré verticalement la barre centrale ; utilisées en juhuri.                   |
|           |           | Formes avec la majuscule barré dans le haut du fût gauche ; brièvement utilisées en abkhaze et en laze. |

## Représentations informatiques
Cette lettre possède les représentations Unicode suivantes (latin étendu A) :
| formes    | représentations | chaînes de caractères | points de code | descriptions                    |
| --------- | --------------- | --------------------- | -------------- | ------------------------------- |
| capitale  | Ħ               | Ħ                     | U+0126         | lettre majuscule latine h barré |
| minuscule | ħ               | ħ                     | U+0127         | lettre minuscule latine h barré |